# Пауло Роберто Фалькао
Па́уло Робе́рто Фалька́о (порт. Paulo Roberto Falcão; 16 жовтня 1953, Абеларду-Лус, штат Санта-Катаріна) — колишній бразильський футболіст, півзахисник. Виступав за збірну Бразилії. Був капітаном збірної Бразилії. Двічі визнавався найкращим футболістом в Бразилії. Після закінчення кар'єри працював тренером. Зараз телекоментатор на каналі Rete Globo. Входить в ФІФА 100. За опитуванням IFFHS займає 31 місце серед найкращих футболістів Південної Америки XX століття. Займає 84 місце серед найкращих футболістів XX століття за версією World Soccer.

## Біографія
Фалькао народився в родині шофера Бенто Фалькао та швачки Азізі в місті Абелардо-Лус штату Санта-Катаріна. При цьому його мати була італійкою, чиї предки прибули до Бразилії з Кантабрії. Коли йому було 2 роки, його родина переїхала в місто Каноас штат Ріу-Гранді-ду-Сул, де він почав грати у футбол. У віці 10-ти років Фалькао прийшов у школу клубу «Інтернасьйонал», одного з лідерів футболу штату Ріу-Гранді. Інтер Фалькао віддав перевагу іншому лідеру штату — «Греміу». Сім'я Фалькао була дуже бідною, а тому, щоб добиратися до тренувальної бази, бразилець був змушений збирати пляшки або допомагати на будівництвах, підносячи цеглини. У 1973 році Фалькао виграв у складі «Інтера» Кубок Сан-Паулу серед юнаків, у фіналі якого була переможена «Понте Прета».

## Тренерська кар'єра
Після завершення кар'єри гравця, Фалькао недовго займався бізнесом, а потім, в серпні 1990 року він почав тренерську кар'єру, очоливши збірну Бразилії. Рікардо Тейшейра, президент Бразильської конфедерації футболу, поставив перед Фалькао завдання зібрати нову команду, відмовившись від гравців, які невдало виступили на чемпіонаті світу 1990, але при цьому зробити так, щоб у ній грали футболісти лише з чемпіонату Бразилії. 12 вересня, у першому матчі під керівництвом Фалькао, бразильці програли 0:3 Іспанії в Хіхоні. 17 жовтня 1990 року бразильці зіграли внічию з Чилі 0:0. Фалькао до матчу зажадав у клубів надати гравців за 3 дні до вильоту в Сантьяго, однак клуби надали гравців тільки до дня відльоту. У 1991 році Фалькао зайняв зі збірною 2-е місце на Кубку Америки 1991. На цьому турнірі збірна відзначилася вкрай невдалою обороною. У матчі з майбутніми переможцями, командою Аргентини, бразильці відзначилися і недисциплінованістю, отримавши 3 вилучення. У вересні того ж року Фалькао був звільнений. Все ж Фалькао добився в збірній і позитивних результатів: при ньому дебютували у команді майбутні чемпіони світу — Кафу, Марсіо Сантос, Леонардо та Мауро Сілва. З Кафу Фалькао зробив правого захисника, амплуа, в якому Кафу став одним з найкращих у світі.

## Титули і досягнення
Гравець
- Чемпіон Бразилії (3):

«Інтернасьйонал»: 1975, 1976, 1979
- Переможець Ліги Гаушу (5):

«Інтернасьйонал»: 1971, 1972, 1973, 1974, 1975
- Чемпіон Італії (1):

«Рома»: 1982–83
- Володар Кубка Італії (2):

«Рома»: 1980–81, 1983–84
- Переможець Ліги Пауліста (1):

«Сан-Паулу»: 1985
Тренер
- Срібний призер Кубка Америки: 1991